# マハーラ刑務所
マハーラ刑務所（マハーラけいむしょ、英語: Mahara Prison）は、スリランカ西部州ガンパハ県にある国内最大級の刑務所。1875年にセイロン政庁が開設した。

## 歴史

### 1902年の脱獄事件
1902年1月28日午後2時、79名の囚人が脱獄した。

### 2020年の暴動
2020年11月29日夜、コロナウイルス対策への不満から暴動が発生し、受刑者8名が射殺、109人が負傷した。新型コロナウイルスの感染拡大を受けて面会が禁止され、不満が高まっていたことが原因とされる。30日には約200人の警察特殊部隊を含む治安部隊員約800人が出動し、暴動を鎮圧した。